# Piedigrotta
Piedigrotta (in napoletano Piererotta) è una zona della città di Napoli, nel quartiere  Chiaia, situata fra Fuorigrotta, piazza Sannazaro e la stazione ferroviaria di Mergellina.

## Etimologia

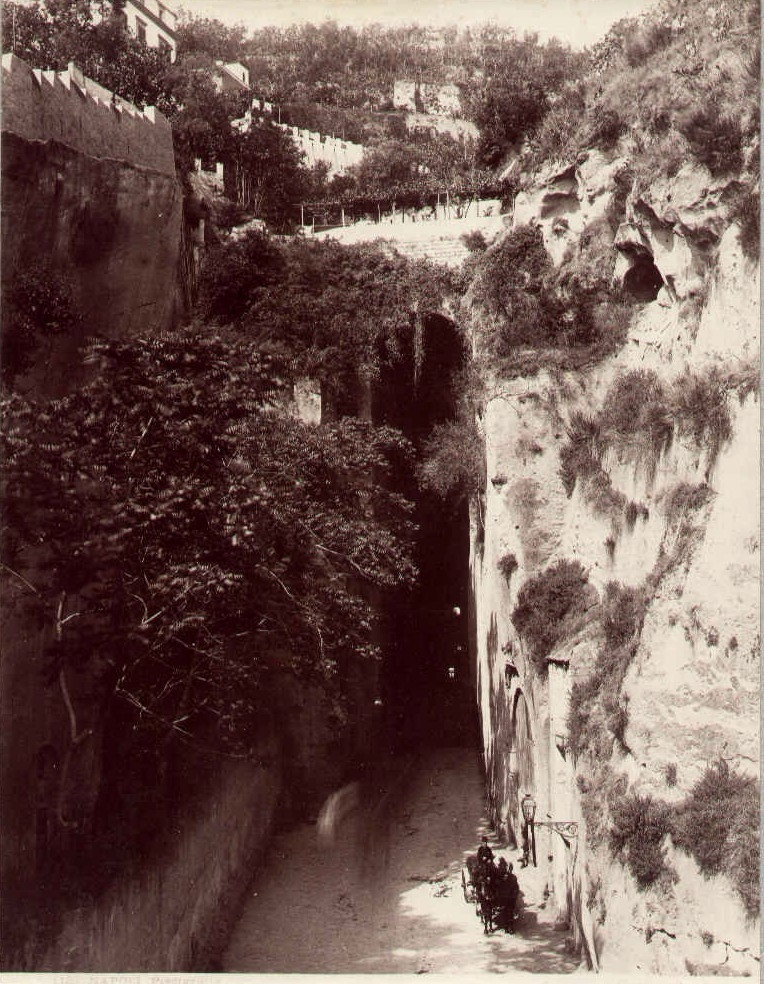
La galleria di Piedigrotta a inizio '900 (foto Giorgio Sommer)

Il luogo deve il suo nome al fatto di essere situato davanti ("ai piedi") ad una galleria scavata in epoca romana nella collina di Posillipo: la Crypta Neapolitana (detta anche "grotta di Pozzuoli" o "grotta di Posillipo").

## Storia

### Antichità
Davanti a tale galleria, secondo una lunga tradizione basata principalmente sul Satyricon di Petronio, sorgeva un sacello dedicato al dio greco-romano Priapo presso cui venivano officiati riti sacri e misteri religiosi in onore di tale dio.
Inoltre, per un breve periodo (I-II secolo d.C.) si aggiunse anche il culto del poeta Virgilio, officiato dal poeta Silio Italico presso la sua tomba.

### Medioevo
Infine, al XIV secolo risale la festa in onore della Madonna di Piedigrotta.

### Età contemporanea
La festa di Piedigrotta visse il suo massimo splendore fra la fine dell'Ottocento e la seconda metà del Novecento quando divenne vetrina della musica partenopea in concomitanza col Festival della canzone napoletana.
Fu soppressa negli anni sessanta del XX secolo per motivi di ordine pubblico, con brevi frangenti negli anni ottanta. Nel 2007 il comune di Napoli ha ripristinato la festa che però è stata di nuovo abbandonata per motivi economici.

## Economia e società
Piedigrotta occupa una piccola area della prima municipalità. Il saldo naturale tra vivi e morti è tra i più alti della città in quanto i matrimoni sono molto frequenti dei quali quelli religiosi sono pari al 90% circa. La zona può contare sull'area verde che offre il quartiere piuttosto ampia con circa 258.000 m² di aiuole. Di tale area verde, tuttavia, solo una parte è fruibile, mancando spazi adeguati per l'attività sportiva e ricreativa.

## Monumenti e luoghi d'interesse
- Chiesa di Santa Maria di Piedigrotta
- Crypta Neapolitana
- Palazzo in piazza Piedigrotta
- Parco Vergiliano a Piedigrotta
- Stazione di Napoli Mergellina
- Chiaia